# Kabupaten de Lembata
Le kabupaten de Lembata, en indonésien Kabupaten Lembata, est un kabupaten de la province des petites îles de la Sonde orientales en Indonésie.

## Géographie
Il est composé des îles de Lembata et de Komba.

## Divisions administratives
Il est divisé en neuf kecamatans :
| Noms          | Superficie (km2) | Population (2010) |
| ------------- | ---------------- | ----------------- |
| Nagawutung    | 139,6            | 8 735             |
| Wulandoni     | 107,8            | 8 375             |
| Atadei        | 191,4            | 7 537             |
| Nubatukan     | 140,9            | 33 236            |
| Ile Ape       | 95,4             | 11 499            |
| Ile Ape Timur | 41,0             | 5 099             |
| Lebatukan     | 219,7            | 8 550             |
| Omesuri       | 202,6            | 15 919            |
| Buyasari      | 120,9            | 18 879            |
| Lembata       | 1266,4           | 117 829           |